# Maren Jensen
Maren Kawehilani Jensen (* 23. September 1956 in Arcadia, Kalifornien) ist eine US-amerikanische Schauspielerin.

## Leben
Jensen studierte Schauspiel an der University of California (UCLA) und arbeitete zunächst als Fotomodell unter anderem für das Magazin Cosmopolitan. 1978 erhielt sie eine Serien-Hauptrolle als Brückenoffizier und Tochter von Commander Adama in der Fernsehserie Kampfstern Galactica. Es folgten Gastrollen in den populären Serien Love Boat und Fantasy Island.
Ihre letzte Filmrolle hatte sie bereits 1981 als Hauptdarstellerin neben Sharon Stone in Wes Cravens Horrorfilm Tödlicher Segen. Sie erkrankte danach am Chronischen Fatigue-Syndrom, weshalb sie ihre Schauspielkarriere aufgab. Sie war zu diesem Zeitpunkt Lebensgefährtin von Don Henley, der ihr sein erstes Soloalbum 1982 widmete. Zudem sang sie im Hintergrund auf Johnny Can't Read und trat im Musikvideo zu Not Enough Love in the World auf. Beide trennten sich 1986.
Ihr zweiter Vorname kommt aus der hawaiischen Sprache und bedeutet so viel wie „himmlischer Morgentau“.

## Filmografie
- 1978: The Hardy Boys/Nancy Drew Mysteries (Fernsehserie, eine Folge)
- 1978–1979: Kampfstern Galactica (Battlestar Galactica, Fernsehserie, 13 Folgen)
- 1979–1980: Love Boat (Fernsehserie, drei Folgen)
- 1980: Fantasy Island (Fernsehserie, eine Folge)
- 1981: Am Ende der Lagune (Beyond the Reef)
- 1981: Tödlicher Segen (Deadly Blessing)